# Грабар Іван Іванович
```
   Грабар Іван Іванович (26.11.1944-22.10.2024) Живописець і графік член спілки художників України з 1987 року.
    Народився в простій селянській родині, у селі Лівчиці Комарнівського району Львівської області.  З дитинства виявляв інтерес до малювання і ліпки. Привита батьками пошана до праці та християнських засад у повсякденному житті підштовхнули його і трьох його братів до вибору мистецької професії. 
    1968 р. Закінчив Львівський інститут декоративно-прикладного мистецтва. Викладачі  К. Звіринський, Д. Довбошинський, В. Патик,  Р. Сельський. Відтоді працював викладачем рисунку та живопису  у Косівському технікумі народних художніх промислів.  Довге перебування в середовищі гуцулів залишило глибокий слід в його творчості.
    З 1970 року художник монументального цеху художньо-виробничого комбінату 
    З 1967 року учасник всесоюзних, українських та міжнародних мистецьких виставок.  
```

```
    Творчість Івана Грабаря  присвячена Гуцульщині та Галичині, автор пейзажів, натюрмортів, портретів, тематичних картин. Манера письма смілива, емоційна і експресивна. Палітра  багата і яскрава, насичена кольорова гама,  простір і об’єм умовні форма узагальнена межує з примітивізмом. Роботи зберігаються у Львівській картинній галереї, національному музеї У Львові, МУНДМ та приватних колекціях в Україні, США, Канаді, Ватикані, Великобританії, Франціїї, Польщі та інших.  
```

```
    Жив і працював у Львові.
```